# Campioni italiani assoluti di atletica leggera - Marcia 5000 metri femminile
Questa pagina raccoglie un elenco di tutte le campionesse italiane dell'atletica leggera nella marcia 5000 metri, specialità che entrò nel programma dei campionati nel 1981 e vi rimase fino al 2010.

## Albo d'oro
| Anno | Atleta (società)                                 | Prestazione |
| ---- | ------------------------------------------------ | ----------- |
| 1981 | Paola Pastorini Nuova Atletica Astro Milano      | 27'28"55    |
| 1982 | Giuliana Salce Team Eclas                        | 25'56"65    |
| 1983 | Giuliana Salce Team Eclas                        | 23'56"53    |
| 1984 | Giuliana Salce Team Eclas                        | 23'45"58    |
| 1985 | Maria Grazia Cogoli Fiamma Vicenza               | 23'50"04    |
| 1986 | Maria Grazia Cogoli Fiamma Vicenza               | 23'08"68    |
| 1987 | Giuliana Salce CUS Roma                          | 22'21"56    |
| 1988 | Pier Carola Pagani Inglesina Fiamma Vicenza      | 22'33"82    |
| 1989 | Ileana Salvador Fiamma Vicenza                   | 20'57"85    |
| 1990 | Ileana Salvador Fiamma Vicenza                   | 20'50"63    |
| 1991 | Ileana Salvador Fiat Sud Formia                  | 21'16"33    |
| 1992 | Ileana Salvador Sisport Fiat Snia                | 20'42"31    |
| 1993 | Ileana Salvador Sisport Fiat Snia                | 20'48"55    |
| 1994 | Elisabetta Perrone Snam Gas Metano               | 20'49"39    |
| 1995 | Annarita Sidoti Tyndaris Caleca                  | 20'21"69    |
| 1996 | Elisabetta Perrone Gruppo Sportivo Forestale     | 20'52"79    |
| 1997 | Elisabetta Perrone Gruppo Sportivo Forestale     | 21'11"60    |
| 1998 | Erica Alfridi Snam                               | 20'54"04    |
| 1999 | Cristiana Pellino Gruppo Sportivo Forestale      | 21'19"35    |
| 2000 | Cristiana Pellino Gruppo Sportivo Forestale      | 21'24"07    |
| 2001 | Cristiana Pellino Gruppo Sportivo Forestale      | 21'35"5     |
| 2002 | Erica Alfridi Atletica Camelot                   | 20'55"16    |
| 2003 | Elisabetta Perrone Gruppo Sportivo Forestale     | 20'12"41    |
| 2004 | Elisa Rigaudo Gruppi Sportivi Fiamme Gialle      | 21'08"96    |
| 2005 | Sibilla Di Vincenzo Fondiaria SAI Atletica       | 22'17"60    |
| 2006 | Rossella Giordano Gruppo Sportivo Fiamme Azzurre | 21'28"74    |
| 2007 | Elisa Rigaudo Gruppi Sportivi Fiamme Gialle      | 21'45"46    |
| 2008 | Sibilla Di Vincenzo Fondiaria SAI Atletica       | 21'46"02    |
| 2009 | Sibilla Di Vincenzo Fondiaria SAI Atletica       | 22'47"53    |
| 2010 | Sibilla Di Vincenzo Fondiaria SAI Atletica       | 22'42"00    |